# Приворотень несправжньонадрізаний
Приворотень несправжньонадрізаний (Alchemilla pseudincisa) — вид квіткових рослин родини трояндових (Rosaceae).

## Біоморфологічна характеристика
Рослина 5–25 см заввишки. Стебла голі, рідко на самій основі слабо притиснуто запушені. Ніжки листків голі, рідко у 1–2 внутрішніх слабко, майже притиснуто запушені. Листові пластинки ниркоподібні чи округло-ниркоподібні, з краєвими лопатями, що широко або слабо розходяться, тільки знизу у верхніх частинах жилок слабо притиснуто запушені, розчленовані до 2/5–1/2 ширини, (5)7(9)-лопатеві; лопаті з кожного боку з 5–8 гострими зубцями, що збільшуються до верхівки. Квітки зелені, 2–5 мм у діаметрі; гіпантій голий; чашолистки яйцювато-трикутні, гострі, майже рівні по довжині гіпантію.

## Поширення
Ендемік Карпат: Україна, Польща, Словаччина.
В Україні росте у Карпатах (Свидовець, Чорногора) — на високогірних луках і осипищах, рідко.